# Canal d’Arles à Fos
Der Canal d’Arles à Fos ist ein Schifffahrtskanal im Süden Frankreichs, der in Arles von der kanalisierten Rhône abzweigt und parallel zum Fluss in südlicher Richtung nach Fos-sur-Mer verläuft. Hier erreicht er den Canal du Rhône à Fos, wo er aber durch eine Salzwassersperre für die Schifffahrt blockiert ist.

## Geschichte
Im Laufe seiner Geschichte wurde der Verlauf des Kanals an der Mittelmeerseite mehrfach geändert und hatte daher auch immer wieder unterschiedliche Bezeichnungen. Die ursprüngliche Bezeichnung lautete Canal d’Arles à Bouc, weil er bei seiner Errichtung von Arles über Fos-sur-Mer nach Port-de-Bouc führte. In den 1970er Jahren wurde der Hafen von Fos-sur-Mer umgebaut, wodurch die Verbindung nach Port-de-Bouc nicht mehr gegeben war. Der Kanal wurde daher geteilt in den Canal de Fos à Port-de-Bouc und den Canal d’Arles à Fos. Die Transportkapazität des Letzteren war jedoch zu gering und ein Ausbau zu teuer, daher entschloss man sich in den 1980er Jahren mit dem Canal du Rhône à Fos eine kürzere und leistungsfähigere Verbindung zu Rhône zu errichten. Dabei wurde der bestehende Mündungsabschnitt in den Hafen von Fos-sur-Mer dem neuen Kanal zugeschlagen und an der Einmündungsstelle eine Salzwassersperre errichtet, die den Canal d’Arles à Fos zu einer Sackgasse für die Schifffahrt werden ließ.

## Verlauf
Der Kanal zweigt im südlichen Stadtgebiet von Arles vom kanalisierten Mündungsarm Grand Rhône ab und erreicht unmittelbar darauf die Schleuse Arles, die einzige noch in Betrieb befindliche dieses Kanals. Sie hat eine Abmessung von 100 × 12 Metern und wurde ursprünglich für die Großschifffahrt ausgebaut. Der Kanal erreicht dann den Stadthafen von Arles, wendet sich Richtung Süd bis Südost und erreicht nach 31 Kilometern an der Gemeindegrenze von Fos-sur-Mer und Port-Saint-Louis-du-Rhône den neu errichteten Canal du Rhône à Fos. Da die Durchfahrt an der Einmündungsstelle für die Schifffahrt jedoch gesperrt ist, dient er heute hauptsächlich als Hochwasserabfluss für das Gebiet südöstlich von Arles. Dennoch ist der Kanal bis an die Sperre mit Schiffen befahrbar.

### Koordinaten
- Ausgangspunkt des Kanals: 43° 40′ 14″ N, 4° 36′ 47″ OKoordinaten: 43° 40′ 14″ N, 4° 36′ 47″ O
- Endpunkt des Kanals: 43° 27′ 59″ N, 4° 49′ 59″ O

### Orte am Kanal
- Arles
- Mas Thibert, Gemeinde Arles
- Le Relais, Gemeinde Port-Saint-Louis-du-Rhône

## Sehenswürdigkeiten
Die Klappbrücke über den Kanal (Brücke von Langlois) wurde durch die Gemälde von Vincent van Gogh weltberühmt. Das Original ist nicht mehr vorhanden, ein gleichartiges Modell wurde wenige Kilometer entfernt wieder aufgebaut und wird heute von vielen Touristen besucht – Monument historique